# Felix Sánchez Classic 2022
Das Felix Sánchez Classic 2022 war eine Leichtathletik-Veranstaltung, die am 14. Mai 2022 im Estadio Luguelín Santos in der dominikanischen Hauptstadt Santo Domingo stattfand. Sie war Teil der World Athletics Continental Tour und zählte zu den Bronze-Meetings.

## Resultate

### Männer

#### 100 m
| Platz | Athlet             | Land | Zeit (s) |
| ----- | ------------------ | ---- | -------- |
| 1     | Christopher Valdez | DOM  | 10,54    |
| 2     | José González      | DOM  | 10,54    |
| 3     | Yohandris Andújar  | DOM  | 10,62    |
| 4     | Érick Sánchez      | DOM  | 10,63    |
| 5     | Melbin Marcelino   | DOM  | 10,67    |
| 6     | Juan Santos        | DOM  | 10,98    |
| 7     | David Calderón     | DOM  | 11,01    |
| 8     | Jaime de la Rosa   | DOM  | 11,08    |

Wind: −1,6 m/s

#### 200 m
| Platz | Athlet            | Land | Zeit (s) |
| ----- | ----------------- | ---- | -------- |
| 1     | Alexander Ogando  | DOM  | 20,54    |
| 2     | Joseph Paul Amoah | GHA  | 20,78    |
| 3     | Kyree King        | USA  | 21,09    |
| 4     | Érick Sánchez     | DOM  | 21,24    |
| 5     | Trevor Stewart    | USA  | 21,33    |
| 6     | Yohandris Andújar | DOM  | 21,40    |
| 7     | Jahnoy Thompson   | JAM  | 21,54    |

Wind: −1,9 m/s

#### 400 m
| Platz | Athlet             | Land | Zeit (s) |
| ----- | ------------------ | ---- | -------- |
| 1     | Lidio Féliz        | DOM  | 44,83    |
| 2     | Javon Francis      | JAM  | 45,53    |
| 3     | Luguelín Santos    | DOM  | 45,86    |
| 4     | Alonzo Russell     | BAH  | 46,00    |
| 5     | Robert King        | DOM  | 46,36    |
| 6     | Rene Francosi      | DOM  | 46,99    |
| 7     | Ismael Adon        | DOM  | 47,09    |
| 8     | Wilber Encarnación | DOM  | 47,11    |

#### 800 m
| Platz | Athlet           | Land | Zeit (min) |
| ----- | ---------------- | ---- | ---------- |
| 1     | Ferdy Agramonte  | DOM  | 1:48,87    |
| 2     | Jonathan Moore   | USA  | 1:49,90    |
| 3     | Álex García      | DOM  | 1:52:97    |
| 4     | Lorbin Ortíz     | DOM  | 1:54,43    |
| 5     | Elvis Sepúlveda  | DOM  | 1:54,82    |
| 6     | Emerson Martínez | DOM  | 1:55,67    |
| 7     | Anthony Sanchez  | DOM  | 1:58,94    |
| 8     | Gilberto Santos  | DOM  | 2:00,42    |

#### 400 m Hürden
| Platz | Athlet             | Land | Zeit (s) |
| ----- | ------------------ | ---- | -------- |
| 1     | Khallifah Rosser   | USA  | 48,45    |
| 2     | Andre Clarke       | JAM  | 49,44    |
| 3     | Kemar Mowatt       | JAM  | 49,48    |
| 4     | Gerald Drummond    | CRC  | 49,63    |
| 5     | Amere Lattin       | USA  | 49,78    |
| 6     | Quincy Downing     | USA  | 50,19    |
| 7     | Shakeem Hall-Smith | BAH  | 51,24    |
| 8     | Juander Santos     | DOM  | 51,26    |

#### Dreisprung
| Platz | Athlet            | Land | Weite (m) |
| ----- | ----------------- | ---- | --------- |
| 1     | Donald Scott      | USA  | 16,13     |
| 2     | Kaiwan Culmer     | BAH  | 15,66     |
| 3     | Cesar Jasmin      | DOM  | 15,34     |
| 4     | Braison Guillermo | DOM  | 15,09     |

### Frauen

#### 200 m
| Platz | Athletin          | Land | Zeit (s) |
| ----- | ----------------- | ---- | -------- |
| 1     | Fiordaliza Cofil  | DOM  | 23,07    |
| 2     | Roneisha McGregor | JAM  | 23,38    |
| 3     | Khamica Bingham   | CAN  | 23,68    |
| 4     | Martha Méndez     | DOM  | 24,27    |
| 5     | Paola Morán       | MEX  | 24,28    |
| 6     | Arianny Rosario   | DOM  | 24,65    |
| 7     | Milagros Durán    | DOM  | 24,76    |
| 8     | Laura Santana     | DOM  | 24,97    |

Wind: +1,2 m/s

#### 400 m
| Platz | Athletin          | Land | Zeit (s) |
| ----- | ----------------- | ---- | -------- |
| 1     | Fiordaliza Cofil  | DOM  | 51,11    |
| 2     | Roneisha McGregor | JAM  | 52,53    |
| 3     | Paola Morán       | MEX  | 53,12    |
| 4     | Akrisa Eristee    | IVB  | 54,42    |
| 5     | Arianny Rosario   | DOM  | 54,98    |
| 6     | Mariana Pérez     | DOM  | 55,35    |
| 7     | Milagros Durán    | DOM  | 55,36    |

#### 800 m
| Platz | Athletin         | Land | Zeit (min) |
| ----- | ---------------- | ---- | ---------- |
| 1     | Adelle Tracey    | GBR  | 2:03,53    |
| 2     | Priscila Morales | PUR  | 2:06,47    |
| 3     | Lilian Reyes     | DOM  | 2:09,83    |
| 4     | Mikeiry Moreno   | DOM  | 2:12,72    |

#### 400 m Hürden
| Platz | Athletin           | Land | Zeit (s) |
| ----- | ------------------ | ---- | -------- |
| 1     | Cassandra Tate     | USA  | 56,20    |
| 2     | Kaila Barber       | USA  | 56,98    |
| 3     | Yanique Haye-Smith | IVB  | 57,02    |
| 4     | Evelin del Carmen  | IVB  | 58,48    |
| 5     | Franchina Martínez | DOM  | 60,69    |
| 6     | Nataly Brito       | MEX  | 62,87    |

#### Hochsprung
| Platz | Athletin        | Land | Höhe (m) |
| ----- | --------------- | ---- | -------- |
| 1     | Marysabel Senyu | DOM  | 1,80     |

#### Dreisprung
| Platz | Athletin         | Land | Weite (m) |
| ----- | ---------------- | ---- | --------- |
| 1     | Tamara Myers     | BAH  | 13,44     |
| 2     | Sandisha Antoine | LCA  | 13,11     |
| 3     | Michelle Fokam   | USA  | 12,94     |
| 4     | Flor Álvarez     | DOM  | 12,00     |
| 5     | Alexandra Reyes  | DOM  | 11,61     |
| 6     | Genesis Bautista | DOM  | 11,17     |